# 筋膜
筋膜（fascia）是位于皮肤下面，遍布身体的一层纤维结缔组织（疏松或緻密结缔组织）膜，其包绕着肌肉、肌群、血管、神经、内脏。筋膜分为三种，分别叫浅筋膜、深筋膜、内脏筋膜（漿膜下筋膜），它们延绵不断贯穿身体上下。
筋膜主体是是纤维结缔组织，其内可含脂肪组织、血管与神经。疏松结缔组织主要在浅筋膜及内脏筋膜处；緻密结缔组织主要在深筋膜处，其内含紧密规则排列的胶原纤维，胶原纤维的方向是顺着拉力的方向，所以，深筋膜具有很强的单向抗拉性能。

## 定义
关于筋膜的组成和分类尚有争议，常用的定义是：
- 1983年版的《解剖学名词》（NA 1983）。
- 1997年版的《解剖学术语》（TA 1997）。

| NA 1983  | TA 1997      | 描述                                           | 举例       |
| -------- | ------------ | ---------------------------------------------- | ---------- |
| 浅筋膜   | （无此分类） | 存在于皮下组织。                               | Scarpa筋膜 |
| 深筋膜   | 肌筋膜       | 包绕着肌肉、骨骼、血管、神经的筋膜。           | 腹横筋膜   |
| 内脏筋膜 | 内脏筋膜     | 包绕內臟的那层结缔组织膜，具有固定内脏位置的作用。 | 心包       |

## 功能
一般认为筋膜是被动传导机械张力的结构。有些研究提示筋膜可以独立收缩，故能够影响肌肉的力学性能。肌筋膜还可以减少肌肉的摩擦，允许肌肉与肌肉之间相互滑行。

## 可能疾病
筋膜包覆肌肉並提供張力，可能因為外傷、感染、發炎等情況導致沾黏，影響血液循環和活動程度，如何將日常生活姿勢回到中立位置並放鬆筋膜減緩痠痛是目前文明病的課題。